# تونی سانتاگاتا
تونی سانتاگاتا (ایتالیایی: Toni Santagata؛ زادهٔ ۹ دسامبر ۱۹۳۵) خواننده، کمدین و بازیگر اهل ایتالیا است.
از فیلم‌هایی که وی در آن‌ها نقش داشته است، می‌توان به ساقدوش و شب دوم عروسی اشاره نمود.